# Alfred Lacroix

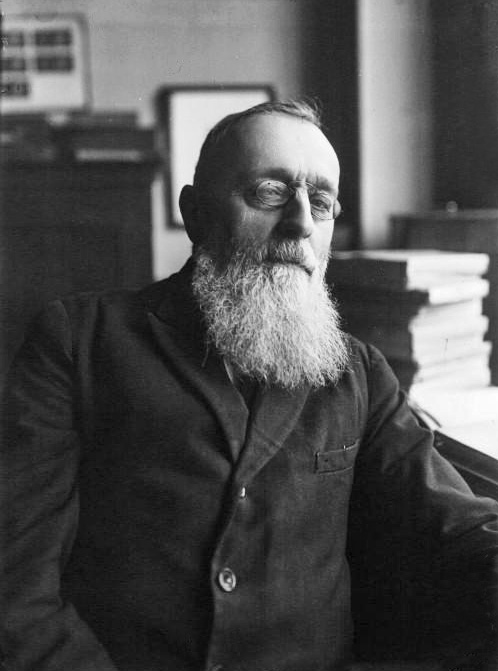
Antoine Lacroix

Antoine François Alfred Lacroix (* 4. Februar 1863 in Mâcon, Frankreich; † 12. März 1948 in Paris) war ein französischer Mineraloge und Geologe.

## Leben und Wirken
Als Sohn einer Ärzte- und Apothekerfamilie interessierte sich Lacroix, inspiriert durch Schriften von René-Just Haüy, Pisani und Ours-Pierre-Armand Petit-Dufrénoy, schon im Lyzeum für Mineralogie.
Im Alter von 18 Jahren wurde er als Mitglied der Mineralogischen Gesellschaft Frankreichs (société de minéralogie de France) angenommen.
Nach einem Pharmaziestudium in den Jahren 1881 bis 1883 setzte er seine mineralogischen Studien wieder fort und trat zugleich in die Pharmazeutische Schule von Paris ein. Er konnte in die Dienste Alfred Des Cloizeauxs eintreten, wodurch ihm dessen Laboratorien zur Verfügung standen. Danach stieg er zum Assistenten des Petrologieprofessors Ferdinand Fouqué am Collège de France auf, wo er mikroskopische Methoden und Geräte der Mineralogie kennenlernte. Lacroix durfte erst seine Dissertation bei Fouqué abschließen, nachdem er eingewilligt hatte, dessen Tochter zu ehelichen.
Er belegte Kurse bei Charles Friedel an der Sorbonne, bei dem kurz zuvor bereits der spätere Pharmazeut und Vulkanologe Albert Brun studiert hatte, und bei François Ernest Mallard (1833–1894) an der École des mines. Im Sommer 1884 unternahm er Reisen nach Norwegen und Schweden, im Jahr 1887 folgte eine Reise durch Norditalien, Sardinien und nach Elba. Weitere Untersuchungen führte er in den Pyrenäen durch. Er ergänzte die Sammlung des Nationalen Museums für Naturgeschichte am Collège de France. Er erhielt in dieser Zeit ebenfalls ein 1er-Diplom in Pharmazie.
Seinen naturwissenschaftlichen Doktorgrad erwarb er 1889 mit einer Arbeit über die Ergebnisse seiner Reisen und Auswertungen der Präparate am Collège de France und weiterer Reisen nach Kanada, Italien und Deutschland. Durch seine ständigen Reisen wurde das College mit dem Naturhistorischen Museum zu einer der führenden Forschungseinrichtungen für Mineralogie.
Eines seiner wichtigsten Werke ist Minéralogie de la France et de ses Colonies (1893–1898), andere wichtige Arbeiten entstanden in Kooperation mit Auguste Michel-Lévy (1844–1911).
Lacroix begann sich besonders für Vulkanismus und Metamorphose zu interessieren und reiste nach Santorin, Madagaskar und 1902 nach Martinique, um den Ausbruch des Mont Pelé zu beobachten. Dort traf er mit weiteren Vulkanologen der Zeit zusammen, wie Thomas Jaggar, Jr. und Frank Perret. Lacroix war an der Gründung des weltweit zweiten Vulkanobservatoriums maßgeblich beteiligt.
Im Jahre 1904 wurde er Mitglied der Académie des Sciences, deren ständiger Sekretär er 1914 wurde und für 34 Jahre blieb. 1906 beobachtete er einen Ausbruch des Vesuvs und 1908 des Ätna. 1920 wurde Lacroix in die National Academy of Sciences gewählt. Seine regelmäßigen Reisen setzte er 1924 in Italien und 1926 in Spanien fort. Am Pan-Pazifischen Kongress in Tokio 1926 nahm er als Repräsentant Frankreichs teil. 1936 zog er sich aus dem Tagesgeschäft der Forschung etwas zurück, setzte seine Untersuchungen jedoch nach dem Tod seiner Frau 1944 in vollem Umfang bis zu seinem Tod 1948 fort.
Lacroix gilt als Erstbeschreiber der Minerale Gonnardit (1896), Villiaumit (1908), Soumansit bzw. Sousmansite (1910, identisch mit Wardit), Betafit (1912) und Serandit (1931).

## Ehrungen
- Teilnehmer der britischen Terra-Nova-Expedition (1910–1913) benannten den Lacroix-Gletscher im ostantarktischen Viktorialand nach ihm.
- Jean-Baptiste Charcot, Leiter der Vierten Französischen Antarktisexpedition (1903–1905), benannte den Mount Lacroix im Wilhelm-Archipel nach ihm.
- Teilnehmer der British Australian and New Zealand Antarctic Research Expedition (1929–1931) benannten den Lacroix-Nunatak im ostantarktischen Adélieland nach ihm.
- Ein neu entdecktes und von František Slavík 1914 beschriebenes Mineral erhielt ihm zu Ehren den Namen Lacroixit.[1]
- Die Geological Society of London zeichnete ihn 1917 mit der Wollaston-Medaille aus. 1930 erhielt er die Penrose Medal.